# Stichodactyla
Strichodactyla är ett släkte i ordningen anemoner som förekommer i tropikerna.